# Carles Padrós i Rubió
Carles Padrós i Rubió (Sarrià, Barcelona, 9 de novembre de 1870 - Madrid, 30 de desembre de 1950) fou un polític i empresari català.

## Biografia
Va ser un dels fundadors del Reial Madrid Club de Futbol i un dels seus primers presidents (1904-1908, succeint al seu germà Joan Padrós i Rubió).
Durant la seva presidència, el Reial Madrid va guanyar el Campionat d'Espanya quatre cops i va jugar el primer partit internacional, un amistós contra el Gallia Sport de París que va acabar en empat a un. Fou a més impulsor de la Copa del Rei de futbol, al suggerir la celebració d'un torneig per a celebrar la coronació d'Alfons XIII el 1902. Després de cessar en el seu càrrec el 1908, va ser nomenat president honorari vitalici del club.
Alhora, milità en el Partit Liberal, amb el qual fou diputat pel districte de Mataró a les eleccions generals espanyoles de 1910 (substituint al comte de Lavern), 1914 i 1916. Fou declarat fill adoptiu de la ciutat de Mataró i de la vila d'Argentona; a Mataró un passeig i el Camp de Futbol porten el seu nom.

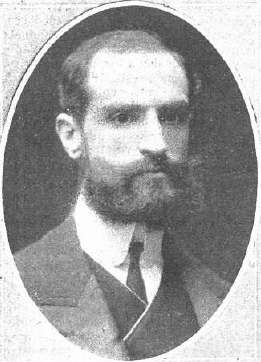
Carles Padrós en una foto publicada el 1913 en ocasió de l'organització d'un campionat de futbol.